# Luigi Bezzera

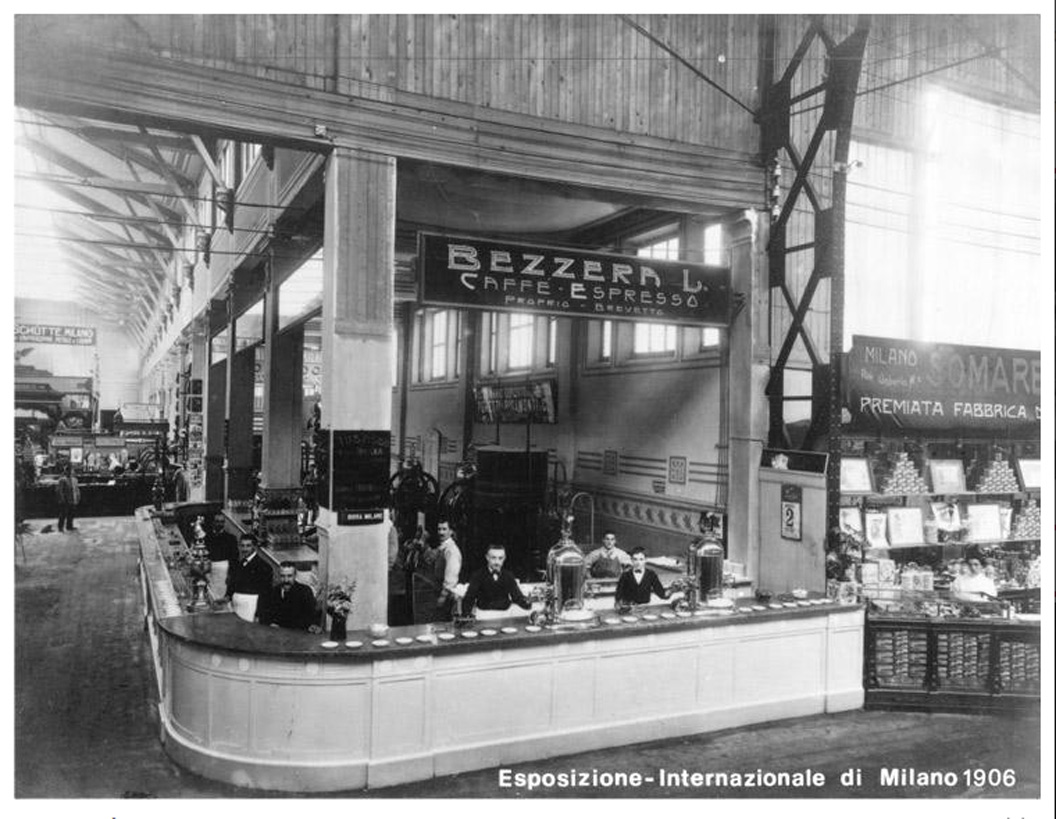
Stand Machine espresso Bezzera à l'Exposition universelle de Milan de 1906.

Luigi Bezzera (né au XIXe siècle et mort au XXe siècle) est un mécanicien italien considéré avec Angelo Moriondo comme le co-inventeur de la machine à expresso.

## Histoire
Bien que le brevet original pour l'extraction rapide du café à la vapeur et à l'eau chaude a été accordé à Angelo Moriondo le 16 mai 1884, Antonio Bezzera en a amélioré le concept et a déposé une demande de brevet pour ses innovations le 19 décembre 1901, . Le brevet de Bezzera (153/94, 61707)  a été acquis par Desiderio Pavoni, qui a fondé la société La Pavoni en 1905.
Pavoni  a commencé à travailler avec Bezzera sur une production de série dans un atelier de la Via Parini à Milan,. En 1906, la machine espresso est exposée sous le nom de Bezzera L. Caffè Espresso à l'Exposition universelle de Milan de 1906.
Le terme espresso pour le café préparé de cette façon est utilisé pour la première fois à cette occasion.
Pavoni a rapidement promu la machine comme la machine à café « idéale » et l'a commercialisée sous le nom commercial « Ideale de Pavoni ».
Par la suite, Bezzera et Pavoni ont construit des sociétés indépendantes.
La société Bezzera est  dirigée par l'arrière-petit-fils de Luigi Bezzera, Luca Bezzera.